# هندسه محدب
در ریاضیات، هندسهٔ محدب یک شاخه از هندسه است که به بررسی مجموعه‌های محدب می‌پردازد. مجموعه‌های محدب در زمینه‌های بسیاری از جمله هندسه محاسباتی، آنالیز محدب، آنالیز تابعی، برنامه‌ریزی خطی، نظریه احتمالات، هندسهٔ اعداد و غیره کاربرد دارد.
مطابق خوشه‌بندی موضوعی ریاضیات
موضوعات هندسهٔ محدب دارای سه بخش اصلی زیر است:
- تحدب عمومی
- چندوجهی‌ها
- هندسهٔ گسسته

موضوعات مورد بحث در هندسهٔ محدب در ترکیبیات نیز کاربرد دارند.

## تاریخچه
هندسهٔ محدب یک رشته نسبتاً جوان در ریاضیات است. اولین بررسی‌ها در هندسهٔ محدب را می‌توان در نوشته‌های اقلیدس و ارشمیدس پیدا نمود ولی با فعالیت‌های هرمان بران
(به انگلیسی: Hermann Brunn) و هرمان مینکوفسکی در هندسهٔ دو بعدی و سه بعدی در قرن بیستم، هندسهٔ محدب به صورت یک شاخهٔ مستقل از ریاضیات در نظر گرفته شد. بسیاری از نتایج آن به سرعت به ابعاد بالاتر از سه تعمیم داده شد. در سال ۱۹۳۴ میلادی تامی بانیسین (به انگلیسی: Tommy Bonnesen) و ورنر فنشل یک تحقیق جامع در رابطه با هندسهٔ محدب در فضای اقلیدسی
{\displaystyle R^{k}}
ارائه کردند.
پیشرفت‌های بعدی در هندسهٔ محدب در کتاب راهنمای هندسهٔ محدب
خلاصه شده است.
با توجه به کاربرد روش‌های بهینه‌سازی محدب و هندسهٔ محدب در حل مسائل با بردارهای ابعاد بالا، هندسهٔ محدب مجانبی (یا هندسهٔ محدب مدرن) جهت تحلیل و بررسی این دسته از بردارها بنا نهاده شده است.

## هندسه محدب مجانبی
هندسه محدب مجانبی (به انگلیسی: asymptotic convex geometry) یا هندسه محدب مدرن (به انگلیسی: modern convex geometry) یک شاخه از هندسه محدب است که به بررسی شکل و قوانین حاکم بر مجموعه‌های محدب در ابعاد بالا و بی‌نهایت می‌پردازد.
هندسه محدب سنتی هندسه اشکال محدب و روابط هندسی بین آن‌ها در فضای اقلیدسی و با ابعاد پایین را تحلیل می‌کند. با میل دادن ابعاد به سمت بی‌نهایت ویژگی‌های خطی و هندسی یک فضای نرم دار با ابعاد محدود یا اشکال محدب، یک رفتار مجانبی از خود نشان می‌دهند. در نظریهٔ هندسه محدب مجانبی، پدیده‌های غیرمنتظره، ساختارهای پنهان زیادی کشف شده و شهودهای و ابزار جدیدی بدست آمده است. این نظریه ساختار و مرتبهٔ اشکال را در ابعاد بالا مشخص می‌کند.

## اشکال محدب ابعاد بالا
پرسش اصلی در هندسه محدب ابعاد بالا این است که یک جسم محدب در ابعاد بالا به شکل است؟. یک پاسخ اکتشافی به این سؤال این است که مجموعه محدب
{\displaystyle K}
در ابعاد بالا از یک توده و تعدادی شاخک تشکیل شده است. حجم اصلی مجموعه در توده بیان شده قرار می‌گیرد و شاخک‌ها حجم کمی از مجموعه را تشکیل می‌دهد ولی قطر بالایی دارند.

اگر
{\displaystyle K}
به صورت صحیح مقیاس دهی شود، توده اصلی معمولاً به شکل یک توپ اقلیدسی است. شاخک‌ها نیز باریک و بلند هستند که اولین بار توسط ویتالی میلمن (به انگلیسی: Vitali Milman) توصیف شده است. تصویر توصیف شده محدب به نظر نمی‌رسد ولی برای آن دلیل مناسب وجود دارد.
در ابعاد بالا اگر مجموعه در
{\displaystyle 2}
ضرب شود، حجم با ضریب
{\displaystyle 2^{n}}

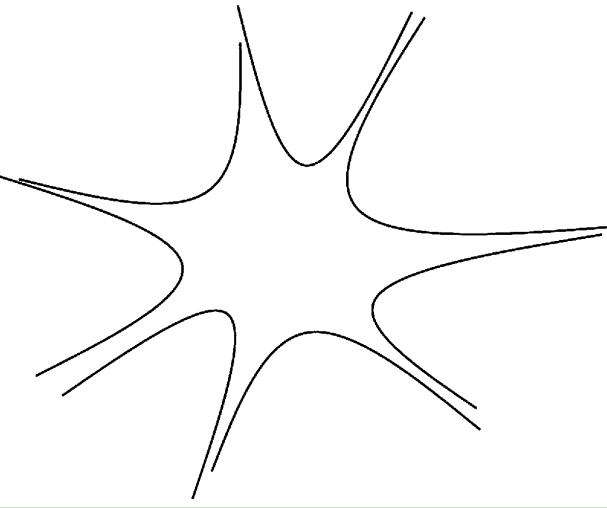
جسم محدب با ابعاد بالا

افزایش می‌یابد. به همین دلیل اگرچه شاخک‌ها دارای طول بلند هستند ولی در حجم مجموعه اثر کمی دارند.

## مثال
با در نظر گرفتن مجموعه به صورت
{\displaystyle K=B_{1}^{n}=\lbrace \mathbf {x} \in \mathbb {R} ^{n}\ :\ ||\mathbf {x} ||_{1}\leq 1\rbrace }
یا به عبارت دیگر توپ واحد نرم یک و همچنین با در نظر گرفتن
{\displaystyle B}
، به صورت توپ اقلیدسی محاط در مجموعه
{\displaystyle K}
، می‌توان مشاهده نمود که حجم
{\displaystyle B}
و
{\displaystyle K}
قابل مقایسه هستند. (دو عبارت
{\displaystyle a_{n}}
و
{\displaystyle b_{n}}
را قابل مقایسه می‌نامیم، اگر به ازای تمامی
{\displaystyle n}ها
دو ثابت مثبت
{\displaystyle c}
و
{\displaystyle C}
را بتوان پیدا نمود، که
رابطهٔ
{\displaystyle ca_{n}<b_{n}<Ca_{n}}
برقرار باشد)
بنابراین با توجه به این‌که
{\displaystyle B}
دارای قطر
{\displaystyle 2/{\sqrt {n}}}
است،
{\displaystyle B}
و
{\displaystyle K}
قابل مقایسه هستند.

## تمرکز حجم
مطابق آنچه در کتاب Concentration of mass on convex bodies
آمده، تمرکز جحم در حول توده و شاخک‌های باریک در اشکال محدب همسانگرد را به صورت زیر بیان شده است:

### توزیع حجم در مجموعه‌های محدب ابعاد بالا
اگر مجموعه
{\displaystyle k}
یک مجموعه محدب همسانگرد در
{\displaystyle \mathbb {R} ^{n}}
و
{\displaystyle x}
یک بردار تصادفی با توزیع یکنواخت در
{\displaystyle K}
باشد، به ازای مقادیر ثابت مثبت
{\displaystyle c}
و
{\displaystyle C}
داریم:
1. (تمرکز حجم) برای هر {\displaystyle t\geq 1} در یکی:
{\displaystyle \mathbb {P} \lbrace ||\mathbf {x} ||_{2}\ >\ t{\sqrt {n}}\rbrace \leq \exp {\left(-ct{\sqrt {n}}\right)}}
2. (پوسته نازک) برای هر {\displaystyle \varepsilon \in (0,1)} در یکی:
{\displaystyle \mathbb {P} \lbrace \vert \ ||\mathbf {x} ||_{2}\ -\ {\sqrt {n}}\ \vert \ >\ \varepsilon {\sqrt {n}}\rbrace \leq C\exp {\left(-c\varepsilon ^{3}{\sqrt {n}}\right)}}